# Marquesado de San Marcial
El marquesado de San Marcial es un título nobiliario español creado el 13 de julio de 1834 a favor de Manuel Alberto Freire de Andrade y Armijo, como premio por su participación en la Batalla de San Marcial. Fue heredado por sus hijos Manuel y José hasta que se extinguió. El 6 de mayo de 1892 fue creado, por segunda vez, el título con la misma denominación a favor de Enrique de la Cuadra y Gibaja, quien posteriormente obtuvo el título nobiliario pontificio de Marqués de Gibaja los cuales perduran en su descendencia primogénita tras diferentes intentos de ramas menores de la familia de adjudicarse el título de forma extrajudicial.

## Marqueses de San Marcial
Primera creación
- Manuel Alberto Freire de Andrade y Armijo, I marqués de San Marcial;
- Manuel Freire-Andrade, II marqués de San Marcial;
- José Freire-Andrade, III marqués de San Marcial.

Segunda creación
- Enrique de la Cuadra y Gibaja, I marqués de San Marcial, I marqués pontificio de Gibaja. Consorte: Marciala Sáinz de la Maza y Gómez de la Puente; le sucedió su hijo.
- Fernando de la Cuadra y Sáinz de la Maza, II marqués de San Marcial, II marqués pontificio de Gibaja. Consorte: María de los Dolores Irizar y Darquileguia; le sucedió su nieto.
- Fernando de la Cuadra y Asunsolo III marqués de San Marcial. Consorte: Olga Susana de la Rosa y Maldonado; le sucedió su hijo.
- Fernando de la Cuadra y de la Rosa, IV marqués de San Marcial. Consorte: María del Carmen Navarrete Macias.